# Groupe de NGC 672
Le groupe de NGC 672 comprend trois galaxies situées dans les constellations d'Andromède et du Triangle. La distance moyenne entre ce groupe et la Voie lactée est d'environ 6,1 Mpc (∼19,9 millions d'al). 

## Membres
Le tableau ci-dessous liste les trois galaxies,qui sont indiquées sur le site «Un Atlas de l'Univers»        ,créé par Richard Powell. 
| Nom     | Constellation | Classification | Type                        | α (J2000.0)   | δ (J2000.0) | Vitesse radiale (km/s) | Magnitude apparente | Distance (Mpc) | Diamètre (kal) |
| ------- | ------------- | -------------- | --------------------------- | ------------- | ----------- | ---------------------- | ------------------- | -------------- | -------------- |
| NGC 672 | Poissons      | SB(s)cd        | spirale barrée              | 01h 47m 54.5s | 27° 25′ 58″ | 429 ± 1                | 10,9,               | 7,318 ± 1,243  | 53             |
| NGC 784 | Triangle      | SBdm:          | spirale barrée magellanique | 02h 01m 16.9s | 28° 50′ 14″ | 198 ± 1                | 11,7,               | 4,159 ± 1,083  | 27             |
| IC 1727 | Triangle      | SB(s)m         | spirale barrée magellanique | 01h 47m 29.9s | 27° 20′ 00″ | 345 ± 1                | 11,4,               | 6,862 ± 0,428  |                |